# Ted Lindsay
Ted Lindsay, született Robert Blake Theodore Lindsay (Renfrew, Ontario, 1925. július 29. – Oakland, Michigan, USA, 2019. március 4.) Stanley kupa-győztes kanadai jégkorongozó.

## Pályafutása
1942 és 1965 között volt aktív jégkorongozó. Az NHL-ben 1944 és 1965 között játszott 1068 alkalommal. A Detroit Red Wings csapatában 13, a Chicago Black Hawksban három idényen át szerepelt. 1960-ban visszavonult, de az 1964–65-ös idényben ismét a Detroit Red Wingsben játszott.
1979 és 1981 között a Detroit Red Wings vezetőedzője volt.

## Sikerei, díjai
Detroit Red Wings
- Stanley-kupa
  - győztes: 1949–50, 1951–52, 1953–54, 1954–55